# Coulby Newham
Coulby Newham – osada w Anglii, w hrabstwie ceremonialnym North Yorkshire, w dystrykcie (unitary authority) Middlesbrough. Leży 64 km na północ od miasta York i 343 km na północ od Londynu. W 2011 miejscowość liczyła 8967 mieszkańców.